# If Loving You Is Wrong
If Loving You Is Wrong es una serie de televisión de soap opera creado, escrito, y dirigido por Tyler Perry. La serie se enfoca en las vidas y relaciones de un grupo de 5 esposas y esposos que viven en la misma calle (Castillo Lane) en la ficcional comunidad de Maxine. La serie es protagonizada por Amanda Clayton, Edwina Findley, Heather Hemmens, Zulay Henao, y April Parker Jones como Alex, Kelly, Marcie, Esperanza y Natalie en "su búsqueda para encontrar el amor en medio de la gestión de una vida muy complejo."

## Producción
If Loving You Is Wrong esta libremente basada en la película de Perry de 2014 The Single Moms Club. La actriz Zulay Henao repitió su papel de Esperanza, a pesar de que su personaje e historia fue reiniciado para la serie de televisión. Fue oficialmente ordenado como una serie el 9 de enero de 2014. Fue estrenada el 9 de septiembre de 2014, en Oprah Winfrey Network (OWN), y la primera mitad de la primera temporada acabó el 4 de noviembre de 2014.
El estreno de la serie tuvo la audiencia más alta de la historia de OWN, rompiendo el récord de The Haves and the Have Nots. La segunda mitad de la primera temporada fue emitida el 24 de marzo de 2015. El 27 de febrero de 2015, la serie fue renovada para una segunda temporada de 22 episodios. La segunda temporada fue estrenada el 22 de septiembre de 2015. La segunda mitad fue estrenada el 15 de marzo de 2016.  OWN renovó la serie para una tercera temporada. La tercera temporada fue emitida el 13 de septiembre de 2016. La segunda parte de la tercera temporada fue estrenada el 21 de marzo de 2017.